# Villeneuve-l'Archevêque
Villeneuve-l'Archevêque è un comune francese di 1 271 abitanti situato nel dipartimento della Yonne nella regione della Borgogna-Franca Contea.

## Società

### Evoluzione demografica
Abitanti censiti

## Amministrazione

### Gemellaggi
- Kirchberg (Hunsrück)